# ديريك أبوت
ديريك أبّوتّ عالم أسترالي عرف من خلال إسهاماته النظرة في بعض أبواب نظرية الألعاب، وكذلك إسهامه في مجال الرنين العشوائي، وتجاربه في مجال أشعة تيراهيرتز.

## الأعوام الأولي
في الفترة من عام 1963 حتي عام 1965 حضر إلي إحدي مدارس جامعة نورلاند للصغار كتلميذ مقيم وهذه المدرسة تقع في قرية تشيلزهورست التابعة لمقاطعة كينت بالمملكة المتحدة.
خلال العامين 1965 و 1967 حضر إلي مدرسة أوكفيلد الواقعة في مقاطعة دولويتش بالمملكة المتحدة.
في عام 1968 ذهب إلي بعض المدارس الفرنسية الشهيرة.
وهكذا حتي عام 1978 ظل يتنقل بين مدارس المملكة المتحدة وفرنسا والولايات المتحدة الأمريكية.